# Ditladi
Ditladi is een dorp in het district North-East in Botswana. De plaats telt 1344 inwoners (2011).